# حسن بشارة
حسن علي بشارة هو مصارع لبناني مختص في المصارعة اليونانية الرومانية ولد في يوم 17 آذار 1945 في مدينة بيروت عاصمة لبنان، أهم إنجازاته هو فوزه بالميدالية البرونزية في دورة الألعاب الأولمبية الصيفية 1980 في موسكو في الإتحاد السوفييتي في عمر ال35 سنة، حالياً هو عضو في الاتحاد العربي للمصارعة.

## روابط خارجية
- حسن بشارة على موقع قاعدة بيانات المصارعة الدولية (الإنجليزية)
- حسن بشارة على موقع أوليمبيديا (الإنجليزية)